# Сидоряк Юрій Васильович
Юрій Васильович Сидоряк (7 листопада 1947, Самбір) — український композитор, аранжувальник, тромбоніст та педагог.

## Життєпис
Народився 7 листопада 1947 року в м. Самбір Дрогобицької області. В 1954 році розпочав навчання в загальноосвітній школі. В 1957 році, в десятирічному віці батьки віддають в приватну музичну школу навчатися гри на акордеоні, до вчителя Клименка Миколи, бувшого репресованого дяка Греко-католицької церкви в Самборі. Разом навчався там гри на скрипці Михайло Хай, нині фольклорист-мистецтвознавець з Інституту етнографії ім. М. Рильського. В 1959 році поступив в Музичну школу по класу тромбона до викладача Вітрів І. М. Був на той час єдиним учнем-тромбоністом школи і шкільного симфонічного оркестру п/к Романа Паньківа.
У 1962 році поступає на 1-й курс Самбірського коледжу культури на духовий відділ по класу тромбона і оркестрового диригування. Брав участь в дитячому віці в виступах зведеного міського симфонічного оркестру м. Самбора. Цього ж року був запрошений у новостворений галицьким передвоєнним музикантом і оранжувальником Іваном Васильовичем Бальовським в міський джазовий оркестр біг-бенд, де й приклався до інструментування відомих музичних творів, та написання власних композицій. З однодумцями оркестру створив власний традиційний джазовий ансамбль диксиленд «Дністряни», один з перших імпровізаційних джазових оркестрів на Західній Україні і всій повоєнній Україні на той час..
Досвід імпровізації та інструментування пізніше згодився для навчання на композиторському факультеті в Львівській консерваторії ім М. Лисенка.
У 1966 році 19-річним юнаком поступає в Харківський інститут культури на оркестрове відділення, де навчався у відомих професорів Олександра Жука (співавтора Гімну УРСР), доктора мистецтвознавства Іллі Польського, Олександра Воллісона, А. Айзенштадта, І.Байди та ін. Будучи студентом працював і грав в оркестрах Театру оперети та Харківського цирку. Сидоряк створив в інституті джаз-оркестр Диксиленд, що виконував його власні джазові композиції і твори та оранжировки, що знайшли прихильників і продовжувачів джазу в Харкові, та на Харківському телебаченні в 69-70-х роках.
Після закінчення в 1972 році інституту, був направлений на викладацьку роботу в Самбірське училище культури, на рідну Галичину. В рідному Самборі продовжив творчу діяльність, як в джазових колективах, так і в симфонічних оркестрах, де втілював свої творчі задуми по оранжації та інструментуванню творів і пісень на різні склади камерних, симфонічних та джазових оркестрів, так і в створенні та виконанні своїх перших композицій.
1972 році відслужив строкову військову службу в полковому духовому оркестрі м. Овруч, де одночасно з грою в оркестрі поєднував диригенську практику, через відсутність на той час в оркестрі постійного диригента. На пропозицію командування дивізії залишитись на вакантну посаду військового керівника оркестру і диригента, відмовився, та повернувся на викладацьку роботу в Самбірський заклад, нині коледж культури.
У 1973 році одружився, в шлюбі народилося троє дітей.

## Творчість
В 1978 році поступає на 2-й курс композиторського факультету Львівської консерваторії ім Лисенка з метою вдосконалення творчих композиторських навиків, по результатах підготовки і наявної вищої освіти, та наявних вже творів для симфонічного та камерного окестрів, вокалістів і ансамблів. В тому ж 1978 році здружився в консерваторії з Володимиром Івасюком, з яким разом навчалися композиції в проф. Мазепи Лешека Зигмудовича, (Мазепа ЛешеЗигмундович) та Сімовича Романа Апполоновича Сімович Роман Аполлонович (інструментовка), Флиса Володимира Васильовича Флис Володимир Васильович (поліфонія), Кобулея Емілія (аналіз музформ), Якубяка Яреми Васильовича Якубяк Ярема Васильович (гармонія), Павлишин Стефанія Стефанівна (музикознавство), Савицька-Швець Наталія Владиславівна Савицька Наталія Владиславівна, та ін. Додатково пройшов піврічну практику по симфонічному диригуванні в Миколи Філаретовича Колесси Колесса Микола Філаретович, що було факультативним предметом для студентів-композиторів. Часто згадували з Миколою Філаретовичем те що обоє галичани, в різний час народженні в Самборі. Залишилися і хороші спогади з Людкевичем Станіславом Пилиповичем Людкевич Станіслав Пилипович, який в ці роки ще мав часті зустрічі з композиторами і теоретиками-студентами консерваторії..
Особливі стосунки склалися і з однокурсником Володимиром Івасюком, з яким разом навчалися програмного теоретичного штудіювання основ композиції, часами разом аналізуючи всі композиційні форми від малих розмірів до симфоній. Так доля склалася, що в 1979 після загибелі Володі в Брюховицькому лісі йому припало на долю, на прохання батьків Володі, вкладати його тіло в домовину в морзі Львівського медінституту і разом з його батьками останнім бачити його обличчя в домовині перед погребом на Личаківському кладовищі.
Протягом навчання в Львівській консерваторії брав участь у республіканських конкурах та з'їздах композиторів з виконанням на них власних творів. камерними оркестрами консерваторії і філармонії..
Дипломною роботою по закінченні консерваторії була класична Симфонія з 4-х частин для великого симфонічного оркестру, яка виконувалася і якою в 1982 році диригував відомий диригент Юрій Луців з Симфонічим оркестром Львівської філармонії.
Під час навчання в консерваторії деякі твори і пісні були признані переможцями на конкурсах в Києві, Москві і Єревані, Прелюдія і Фуга для струнного квартету виконувалась часто на конкурсах і концертах в консерваторії студентами виконавцями.
«Тритонова пассакалія» для фортепіано, виконувалася в Вірменії на Симпозіумі сучасної музики, і була признана, як унікальний твір атональної музики з використання тритону, яко інтервалу, що поєднує, як вертикальну так і горизонтальну структуру сучасного поліфонічного твору і мислення автора. Твір виконувався піаністами Юрієм Бонем, Вячеславом Полянским, Анною Фроляк-Гаврилець. В такому ж атонально-сонористичному стилі написано було і «Тему з варіаціями» для фортепіано, де в основі теми і в гармонічній структурі також закладений тритон.
Особливу увагу приділяв написанню творів для струнного квартету та струнного і камерного оркестрів, які в студентські роки виконувались на виступах в консерваторії та на фестивалях, в тім числі в Польщі та Лондоні.
Трансформований пізніше був струнний квартет в камерний твір «Ремінісценції для струнного оркестру» і названий так в пам'ять жертв Чорнобильської трагедії, писаний з широким використанням сонористичних ефектів, та використання додекафонічної 12-ступеневої системи, і відкриває нові засоби для самовираження. Це продовження традицій відомих українських сучасних композиторів Валентина Сильвестрова та Леоніда Грабовського, що нині є всіма признаний метр в США, та і один з основоположників сучасної музики в Україні.
У творчості Юрія Сидоряка переважає ліричний струмінь, що позначається на тематиці, загальному строю музики. В ній є елементи експресії, драматизму, монологізму і це зроблено музичними полістилістичними засобами. Професор Стефанія Павлишин ще більш конкретна в оцінці композитора: …у «Ремінісценціях» він втілив ліричні, глибокі за змістом роздуми. У цьому творі всі інструменти безперервно «співають».— Ліричний струмінь Юрія Сидоряка. Газета Галицька зоря від 13 травня 1997 р. Дрогобич
В подібному стилі писано і «Два роздуми-романси на слова польського поета Ципріяна Норвіда» для баритона і камерного оркестру. Це роздуми «Самотність» і «Час», що в атонально-декларативній манері висвітлюють реальний стан душі людини, що з сумом говорить слухачу про важкий душевний стан одинокої людини. Твір писаний для виконавця добре обізнаного з манерою співу в атональній сфері, де мало опори на тональні стандартні елементи. Твір виконувався в Дрогобичі Мирославом Фрайтом в супроводі камерного оркестру Мирослава Пуцентели.
Окремо в творчості стоїть "Концерт для труби і симфонічного оркестру " в 3-х частинах, що являють собою класичне співвідношення частин з дещо по новому їх викладенні в стильовому відношенні одне до одного. але з традиційно переможним і героїчним фіналом, що так характерний для класичних форм і особливо при використанні такого інструменту, як труба. Популярними стали Три Стани (Летаргія. Плинність, Рух) для струнного оркестру писані з широким використанням сонористичних ефектів, та додекафонічної 12-ступеневої системи.
Велику частину творчості складають малі музичні форми, а також пісенний репертуар на слова Л. Українки, Р. Братуня, М.Сингаївського, М. Белея, ін..
По закінченні Львівської консерваторії в 1982 році був направлений в Дрогобицький музично-драматичний театр ім. Ю. Дрогобича, та на викладацьку роботу в Дрогобицьке музичне училище викладачем теоретичного відділу.
Протягом 1982—1997 рр. Юрій Сидоряк викладав композицію і теоретичні дисципліни в Дрогобицькому вищому музичному коледжі ім. В.Барвінського.
Зробив ряд музичних оформлень вистав, в чім співпрацював також з відомим музичним керівником Львівського театру Юного глядача композитором Богданом Янівським, перейнявши досвід оформлення музичних вистав.
В музичному училищі виховав молоду плеяду теоретиків і музикознавців, викладаючи поліфонію, інструментознавство, музично-аналітичні дисципліни, історію музики і сучасного джазу. Був створений викладацький джаз-оркестр, диксиленд з числа викладачів коледжу, який проводив виступи і просвітницьку роботу в місті та в регіоні.
В травні 1997 року в Дрогобичі відбувся великий авторський концерт в рамках фестивалю «Струни душі моєї», з власних творів композитора, що виконувалися митцями і викладачами Дрогобича, Стрия, Львова, при веденні всієї програми музикознавцем Володимиром Грабовським. Частина цих творів з програми виконувалася дещо пізніше струнним оркестром в Лондоні на гастролях оркестру п/к Мирослава Пуцентели по Великій Британії.
В 1997 році Юрій Сидоряк відбув на тривалий час в Іллінойський університет міста Чикаго (США) на стажування, за запропонованою Міністерством культури програмою про сучасне музичне видавництво, де вивчав сучасні комп'ютерні музичні технології з метою розвитку вітчизняного видавничого нотодрукування.
Перебуваючи довгий час в США підтримував там зв'язок з українською діаспорою та композитором авангардистом Леонідом Грабовським Грабовський Леонід Олександрович і в контакті з ним продовжував розвивати власну сучасну прогресивну творчість в США. Перебуваючи в Чикаго на стажуванні в Іллінойському університеті, а також в Нортхемптон і Бостон, штат Масачуссетс, захопився філософськими думками і поглядами Григорія Сковороди і Нострадамуса, та створив власну збірку поетичних Катренів з поглядом на подальшу долю України і свою власну також. Повернувся назад в Галичину на Україну в 2017 році. Проживає в м. Дрогобичі. Творчий літературний псевдонім Юрко Нотоцо.

## Виконавці
Академічний симфонічний оркестр Львівської філармонії, диригент Юрій Луців, соліст
Михайло Попович (труба) Львів, Симфонічний оркестр Дрогобицького музичного коледжу ім. В.Барвінського п/к Степана Кисилевича, Камерний оркестр п/к Мирослава Пуцентели, Стрий, Іриней Турканик (скрипка), Піаніст Людмила Садова, Дрогобич, Піаніст Олесь Корчинський, з Дрогобича, Піаністи Юрій Бонь та Вячеслав Полянський, зі Львова, Ганна Фроляк-Гаврилець з Києва, Соліст Мирослав Фрайт (баритон) Дрогобич, педуніверситет, Соліст Віктор Чернишов (труба), хор «Легенда» п/к Ігора. Циклінського з Дрогобича, інші…

## Творча спадщина
- Музичні рукописи творів Юрія Сидоряка
- Камерні твори Юрія Сидоряка
- Короткий джаз-словник. Юрій Сидоряк
- Юрій Сидоряк Галичина — Моя Суть і Життя
- Володимир Симоненко Українська Енциклопедія джазу/Сидоряк Юрій/стор.99 http://kmf.karabits.com/pub/Jazz.pdf

## Музика.YouTube.Інтернет

Нью-Йорк.!995.Юрій Сидоряк та Леонід Грабовський на Бродвеї. Світлина Романа Якуба